# Црква Свете Петке у Градишту
Црква Свете Петке у Градишту или Параклис (капела) Свете Петке једна је од цркава у Белопаланачкој парохији Православне Нишке епархије. Сама црквица (која се у архиви црквених добара води као капела-параклис), посвећена је Светој Петки (Св. Параскеви), а настала је с краја 19. века, на одвајкада сакралном месту (црквишту), након што је, највероватније из спољне средине, донет запис посвећен преподобној Св. Параскеви (Св. Петки), и на тој локацији изграђена црквица-капела. Црква се налази у централном делу села Градиште (Општина Бела Паланка), на око 22 km источно од Ниша и исто толико западно од Беле Паланке.

## Историја
По казивању Ивановић Анке, старе 81 годину (2003), како јој је њен деда причао црква је изграђена тако што су они доносили камен са свих страна.
У сачуваним документима о цркви Свете Петке у Градишту, најстарији је онај који је пронађен у рушевинама оближње сеоске куће под Чуком, 1898. године. У њему се помиње; да је црква године 1898. године била под кровом, да је била сазидана од тврдог материјала, да је била просте израде и да је тада припадала Црквеној општини Врандолској чији је парох Димитрије Мијалковић вршио службе у њој. У истом документу наводи с и да су тутори цркве били Таса Крстић и Мита Здравковић и да је саграђена уз помоћ и залагање тадашњих мештана.
По расположивим подацима, претпоставља се да је, капела први пут обнављана у периоду од 1928-1930. године, на шта указују пронађени стари и рачуни за грђевински материјал на име цркве Свете Петке у Градишту. До Другог светског рата црква је имала дрвеном оградом ограђену порту са капијом и звоно у ракљама дрвећа. До цркве се налазила Основна школа.
Након обнове из 1930. године, црква је била у добром стању све до почетка Другог светског рата. Након ослобођења, до 1947. године, црква је била под кровом, када је као полупорушена и потпуно напуштена.
Године 2009. године на иницијативу малобројних мештана села Градишта и околине, и на њихову молбу за благослов епископа нишког, покренута је обнова цркве. Најпре је раскрчено растиње и жбуње како би се открио стари темељ порушене цркве. На истом темељу изведени су грађевински радови, тако да је капела већ 2011. године била сазидана од тесаног природног камена и стављена под кров. Радови су настављени 2012. године када је дограђена припрата, монтиран и осликан нов иконостас и сређена унутрашњост цркве.

## Изглед и стање објекта
Црквица је једноставна грађевина правоугаоне основе са наосом и часном трпезом од камена. У цркву се улазило на једна врата окренута према истоку, изнад којих је био уграђен надвратник од камена-кречњака. Зидови цркве изграђени су од кредног кречњачког-камена (око 70%), мезозојског и горње палеозојског камена (око 20%), од бигра (тревентина) (око 10%) и једног камена од црвеног пермског пешчара, однекуд донетог. По два наспрамно постављена прозора на јужном и северном зиду, и један у наосу били су опшивени печеном опеком.
Црква је, данас, са кровом на две воде, који се као и отворена припрата са малом куполом на врху ослања на лепо обликоване и уз цркву прислоњене дрвене стубове. И црква и припрате препокривене су црепом.
Звоно које је било у ракљама дрвета, после Другог светског рата затечено је на земљи. Мештани су подигли бетонски рам са носачима и на њему поставили звоно, на коме пише: 
| „ | Храму Св. Пераскеве, ово звоно поклонише сељани Градишта и остали грађани Општине Врандолске и околине за здравље и срећу своју и свих, 1902. године. | ” |

Након окончане обнове 2012. године црква је са унутрашње стране окречена у бело, и без фрескодекорације је. Изрграђен је нови олтар у дуборезу и осликан са шест фресака. Плафон је обложен чамовом ламперијом, а под поплочан керамиком. У цркву је доведено и електрично осветљење.